# Sium marginatum
Sium marginatum är en flockblommig växtart som beskrevs av Jean Louis Marie Poiret. Sium marginatum ingår i släktet vattenmärken, och familjen flockblommiga växter. Inga underarter finns listade i Catalogue of Life.